# Жирунеля
Жируне́ля (кат. Gironella, вимова літературною каталанською [ʒiɾunéʎə]) - муніципалітет, розташований в Автономній області Каталонія, в Іспанії. Код муніципалітету за номенклатурою Інституту статистики Каталонії - 80924. Знаходиться у районі (кумарці) Барґаза (коди району - 14 та BD) провінції Барселона, згідно з новою адміністративною реформою перебуватиме у складі Баґарії (округи) Центральна Каталонія. 

## Назва муніципалітету
Назва муніципалітету походить від назви міста Жирона кат. Girona, означає "маленька Жирона".

## Населення
Населення міста (у 2007 р.) становить 4.844 особи (з них менше 14 років - 11,5%, від 15 до 64 - 63,9%, понад 65 років - 24,6%). У 2006 р. народжуваність склала 38 осіб, смертність - 58 осіб, зареєстровано 14 шлюбів. У 2001 р. активне населення становило 2.171 особа, з них безробітних - 227 осіб.

Серед осіб, які проживали на території міста у 2001 р., 3.965 народилися в Каталонії (з них 3.216 осіб у тому самому районі, або кумарці), 746 осіб приїхало з інших областей Іспанії, а 147 осіб приїхало з-за кордону. 

Вищу освіту має 7,3% усього населення. 

У 2001 р. нараховувалося 1.798 домогосподарств (з них 20,4% складалися з однієї особи, 30,1% з двох осіб,23% з 3 осіб, 18% з 4 осіб, 6,3% з 5 осіб, 1,7% з 6 осіб, 0,4% з 7 осіб, 0,1% з 8 осіб і 0,1% з 9 і більше осіб).

Активне населення міста у 2001 р. працювало у таких сферах діяльності : у сільському господарстві - 3,2%, у промисловості - 30,6%, на будівництві - 18,6% і у сфері обслуговування - 47,7%. 

 У муніципалітеті або у власному районі (кумарці) працює 1.493 особи, поза районом - 1.018 осіб.

### Безробіття
У 2007 р. нараховувалося 224 безробітних (у 2006 р. - 178 безробітних), з них чоловіки становили 31,7%, а жінки - 68,3%.

## Економіка

### Підприємства міста

#### Промислові підприємства
| \| Промислові підприємства міста, за сферою діяльності \| Промислові підприємства міста, за сферою діяльності \| Промислові підприємства міста, за сферою діяльності \| \| Рік \| 2002 р. \| 2001 р. \| \| --------------------------------------------------- \| --------------------------------------------------- \| --------------------------------------------------- \| \| Енергетичні та водні ресурси \| 6,7% \| 7,5% \| \| Хімія та метали \| 6,7% \| 5,7% \| \| Переробка металів \| 28,9% \| 28,3% \| \| Продукти харчування \| 8,9% \| 9,4% \| \| Текстиль \| 13,3% \| 20,8% \| \| Виробництво меблів, видання \| 35,6% \| 28,3% \| \| Інше \| 0% \| 0% \| \| Усього підприємств \| 45 \| 53 \| |         |         |
| Промислові підприємства міста, за сферою діяльності |         |         |
| Рік | 2002 р. | 2001 р. |
| Енергетичні та водні ресурси | 6,7%    | 7,5%    |
| Хімія та метали | 6,7%    | 5,7%    |
| Переробка металів | 28,9%   | 28,3%   |
| Продукти харчування | 8,9%    | 9,4%    |
| Текстиль | 13,3%   | 20,8%   |
| Виробництво меблів, видання | 35,6%   | 28,3%   |
| Інше | 0%      | 0%      |
| Усього підприємств | 45      | 53      |

#### Роздрібна торгівля
| \| Підприємства роздрібної торгівлі міста, за сферою діяльності \| Підприємства роздрібної торгівлі міста, за сферою діяльності \| Підприємства роздрібної торгівлі міста, за сферою діяльності \| \| Рік \| 2002 р. \| 2001 р. \| \| ------------------------------------------------------------ \| ------------------------------------------------------------ \| ------------------------------------------------------------ \| \| Продукти харчування \| 33% \| 35% \| \| Одяг та взуття \| 21% \| 21,4% \| \| Товари для дому \| 14% \| 10,7% \| \| Книги та періодичні видання \| 3% \| 2,9% \| \| Промислова хімічна продукція \| 10% \| 9,7% \| \| Продукція, пов'язана з транспортними засобами \| 4% \| 3,9% \| \| Інше \| 15% \| 16,5% \| \| Усього підприємств \| 100 \| 103 \| |         |         |
| Підприємства роздрібної торгівлі міста, за сферою діяльності |         |         |
| Рік | 2002 р. | 2001 р. |
| Продукти харчування | 33%     | 35%     |
| Одяг та взуття | 21%     | 21,4%   |
| Товари для дому | 14%     | 10,7%   |
| Книги та періодичні видання | 3%      | 2,9%    |
| Промислова хімічна продукція | 10%     | 9,7%    |
| Продукція, пов'язана з транспортними засобами | 4%      | 3,9%    |
| Інше | 15%     | 16,5%   |
| Усього підприємств | 100     | 103     |

#### Сфера послуг
| \| Підприємства міста, що працюють у сфері послуг, за діяльністю \| Підприємства міста, що працюють у сфері послуг, за діяльністю \| Підприємства міста, що працюють у сфері послуг, за діяльністю \| \| Рік \| 2002 р. \| 2001 р. \| \| ------------------------------------------------------------- \| ------------------------------------------------------------- \| ------------------------------------------------------------- \| \| Гуртова торгівля \| 5,6% \| 5,8% \| \| Готелі та готельний бізнес \| 20,4% \| 18,2% \| \| Транспорт та зв'язок \| 20,4% \| 20,4% \| \| Посередницькі фінансові послуги \| 4,2% \| 4,4% \| \| Послуги підприємствам \| 4,2% \| 3,6% \| \| Послуги фізичним особам \| 38% \| 40,9% \| \| Нерухомість та ін. \| 7% \| 6,6% \| \| Усього підприємств \| 142 \| 137 \| |         |         |
| Підприємства міста, що працюють у сфері послуг, за діяльністю |         |         |
| Рік | 2002 р. | 2001 р. |
| Гуртова торгівля | 5,6%    | 5,8%    |
| Готелі та готельний бізнес | 20,4%   | 18,2%   |
| Транспорт та зв'язок | 20,4%   | 20,4%   |
| Посередницькі фінансові послуги | 4,2%    | 4,4%    |
| Послуги підприємствам | 4,2%    | 3,6%    |
| Послуги фізичним особам | 38%     | 40,9%   |
| Нерухомість та ін. | 7%      | 6,6%    |
| Усього підприємств | 142     | 137     |

## Житловий фонд
У 2001 р. 3,6% усіх родин (домогосподарств) мали житло метражем до 59 м2, 37,3% - від 60 до 89 м2, 42,9% - від 90 до 119 м2 і
16,2% - понад 120 м2.

З усіх будівель у 2001 р. 28% було одноповерховими, 49% - двоповерховими, 16,6
% - триповерховими, 5% - чотириповерховими, 1,3% - п'ятиповерховими, 0,1% - шестиповерховими,
0,1% - семиповерховими, 0% - з вісьмома та більше поверхами.

## Автопарк
| \| Автомобілі, зареєстровані у місті, за призначенням \| Автомобілі, зареєстровані у місті, за призначенням \| Автомобілі, зареєстровані у місті, за призначенням \| \| Рік \| 2006 р. \| 2005 р. \| \| -------------------------------------------------- \| -------------------------------------------------- \| -------------------------------------------------- \| \| Приватні автомобілі \| 66,3% \| 67,4% \| \| Мотоцикли \| 8,6% \| 8,1% \| \| Вантажівки \| 20,9% \| 20,4% \| \| Трактори \| 0,4% \| 0,4% \| \| Автобуси та ін. \| 3,9% \| 3,6% \| \| Усього автомобілів \| 3.879 шт. \| 3.820 шт. \| |           |           |
| Автомобілі, зареєстровані у місті, за призначенням |           |           |
| Рік | 2006 р.   | 2005 р.   |
| Приватні автомобілі | 66,3%     | 67,4%     |
| Мотоцикли | 8,6%      | 8,1%      |
| Вантажівки | 20,9%     | 20,4%     |
| Трактори | 0,4%      | 0,4%      |
| Автобуси та ін. | 3,9%      | 3,6%      |
| Усього автомобілів | 3.879 шт. | 3.820 шт. |

## Вживання каталанської мови
У 2001 р. каталанську мову у місті розуміли 97,8% усього населення (у 1996 р. - 99,2%), вміли говорити нею 89,5% (у 1996 р. - 
93,4%), вміли читати 88,1% (у 1996 р. - 91%), вміли писати 71,9
% (у 1996 р. - 72,7%). Не розуміли каталанської мови 2,2%.

## Політичні уподобання
У виборах до Парламенту Каталонії у 2006 р. взяло участь 2.399 осіб (у 2003 р. - 2.957 осіб). Голоси за політичні сили розподілилися таким чином:
| \| Вибори до Парламенту Каталонії \| Вибори до Парламенту Каталонії \| Вибори до Парламенту Каталонії \| \| Рік \| 2006 р. \| 2003 р. \| \| -------------------------------------- \| ------------------------------ \| ------------------------------ \| \| Конвергенція та Єднання (CiU) \| 37,8% \| 34,8% \| \| Соціалістична партія Каталонії (PSC) \| 24,1% \| 24,2% \| \| Народна партія (PP) \| 5,1% \| 4,8% \| \| Ініціатива за зелену Каталонію (IC) \| 6,5% \| 3,8% \| \| Республіканська лівиця Каталонії (ERC) \| 24,3% \| 31,4% \| \| Громадянська партія (C's) \| 0,4% \| 0% \| \| Інші \| 1,7% \| 0,9% \| |         |         |
| Вибори до Парламенту Каталонії |         |         |
| Рік | 2006 р. | 2003 р. |
| Конвергенція та Єднання (CiU) | 37,8%   | 34,8%   |
| Соціалістична партія Каталонії (PSC) | 24,1%   | 24,2%   |
| Народна партія (PP) | 5,1%    | 4,8%    |
| Ініціатива за зелену Каталонію (IC) | 6,5%    | 3,8%    |
| Республіканська лівиця Каталонії (ERC) | 24,3%   | 31,4%   |
| Громадянська партія (C's) | 0,4%    | 0%      |
| Інші | 1,7%    | 0,9%    |

У муніципальних виборах у 2007 р. взяло участь 2.267 осіб (у 2003 р. - 2.943 особи). Голоси за політичні сили розподілилися таким чином:
| \| Муніципальні вибори \| Муніципальні вибори \| Муніципальні вибори \| \| Рік \| 2007 р. \| 2003 р. \| \| -------------------------------------- \| ------------------- \| ------------------- \| \| Конвергенція та Єднання (CiU) \| 32,8% \| 27,8% \| \| Соціалістична партія Каталонії (PSC) \| 26,2% \| 31,6% \| \| Народна партія (PP) \| 1,9% \| 0% \| \| Ініціатива за зелену Каталонію (IC) \| 0% \| 0% \| \| Республіканська лівиця Каталонії (ERC) \| 39% \| 40,6% \| \| Громадянська партія (C's) \| 0% \| 0% \| \| Інші \| 0% \| 0% \| |         |         |
| Муніципальні вибори |         |         |
| Рік | 2007 р. | 2003 р. |
| Конвергенція та Єднання (CiU) | 32,8%   | 27,8%   |
| Соціалістична партія Каталонії (PSC) | 26,2%   | 31,6%   |
| Народна партія (PP) | 1,9%    | 0%      |
| Ініціатива за зелену Каталонію (IC) | 0%      | 0%      |
| Республіканська лівиця Каталонії (ERC) | 39%     | 40,6%   |
| Громадянська партія (C's) | 0%      | 0%      |
| Інші | 0%      | 0%      |